# Gran Premio de Bélgica de Motociclismo de 1973
El Gran Premio de Bélgica de Motociclismo de 1973 fue la octava prueba de la temporada 1973 del Campeonato Mundial de Motociclismo. El Gran Premio se disputó el 1 de julio de 1973 en el Circuito de Spa.

## Resultados 500cc
En la categoría reina, el italiano Giacomo Agostini consigue una victoria en un Gran Premio que se le resistía en esta cilindrada desde hacía casi un año. En esta carrera, dominio de las MV Agusta con el británico Phil Read en el segundo puesto. Decepción de las Yamaha de Bruno Kneubühler y Dieter Braun, que tuvieron que abandonar.
| Pos.    | Piloto               | Moto            | Tiempo    | Pts. |
| ------- | -------------------- | --------------- | --------- | ---- |
| 1       | Giacomo Agostini     | MV Agusta       | 49' 05" 3 | 15   |
| 2       | Phil Read            | MV Agusta       | +1' 15" 4 | 12   |
| 3       | Jack Findlay         | Suzuki          | +1' 34" 6 | 10   |
| 4       | Kim Newcombe         | König           | +1' 58" 7 | 8    |
| 5       | Michel Rougerie      | Harley-Davidson | +2' 14"   | 6    |
| 6       | Paul Eickelberg      | König           | +2' 19" 4 | 5    |
| 7       | Ernst Hiller         | König           | +3' 28" 6 | 4    |
| 8       | Piet van der Wal     | Yamaha          | +3' 45" 9 | 3    |
| 9       | Marcel Ankoné        | Yamsel          | +3' 48"   | 2    |
| 10      | Billie Nelson        | Yamaha          | +4' 02" 9 | 1    |
| 11      | Alex George          | Yamaha          |           |      |
| 12      | Lothar John          | Suzuki          |           |      |
| 13      | Gyula Marsovszky     | Yamaha          |           |      |
| 14      | Bosse Granath        | Husqvarna       |           |      |
| 15      | Sven-Olof Gunnarsson | Kawasaki        |           |      |
| 16      | Derek Lee            | Suzuki          |           |      |
| 17      | François Hollebecq   | Yamaha          |           |      |
| 18      | Jérôme van Haeltert  | Suzuki          |           |      |
| Ret     | Børge Nielsen        | Yamaha          | Ret       |      |
| Ret     | Christian Bourgeois  | Yamaha          | Ret       |      |
| Ret     | Olivier Chevallier   | Yamaha          | Ret       |      |
| Ret     | Roberto Gallina      | Paton           | Ret       |      |
| Ret     | Steve Ellis          | Yamaha          | Ret       |      |
| Ret     | Werner Giger         | Yamaha          | Ret       |      |
| Ret     | John Dodds           | Yamaha          | Ret       |      |
| Ret     | Werner Pfirter       | Yamaha          | Ret       |      |
| Ret     | Dieter Braun         | Yamaha          | Ret       |      |
| Ret     | Guy Cooremans        | Kawasaki        | Ret       |      |
| Ret     | Reinhard Hiller      | König           | Ret       |      |
| Ret     | Bruno Kneubühler     | Yamaha          | Ret       |      |
| Ret     | Eric Offenstadt      | Kawasaki        | Ret       |      |
| Ret     | Silvano Bertarelli   | Paton           | Ret       |      |
| Fuente: |                      |                 |           |      |

## Resultados 250cc
La carrera de 250 cc careció de historia. El belga Orozco Memola tomó el mando en la primera vuelta. Pero rápidamente Teuvo Länsivuori pasó a la primera posición y fue aumentando su ventaja. A destacar, el abandono de Dieter Braun, vencedor de las dos últimas carreras puntuables, en la segunda vuelta. El belga Oronzo Memola acabó tercero pero fue descalificado por haber trucado su motor con una potencia mayor a la reglamentaria.
| Pos. | Piloto              | Moto            | Tiempo  | Pts. |
| ---- | ------------------- | --------------- | ------- | ---- |
| 1    | Teuvo Länsivuori    | Yamaha          | 34.22.3 | 15   |
| 2    | John Dodds          | Yamaha          | 34.57.4 | 12   |
| 3    | Paolo Pileri        | Yamaha          | 35.10.2 | 10   |
| 4    | Michel Rougerie     | Harley-Davidson | 35.22.5 | 8    |
| 5    | Christian Bourgeois | Yamaha          | 35.23.9 | 6    |
| 6    | Patrick Pons        | Yamaha          | 35.38.2 | 5    |
| 7    | Chas Mortimer       | Yamaha          | 36.01.8 | 4    |
| 8    | Werner Pfirter      | Yamaha          | 36.02.9 | 3    |
| 9    | Víctor Palomo       | Yamaha          | 36.03.6 | 2    |
| 10   | Thierry Tchernine   | Yamaha          | 36.13.2 | 1    |
| 11   | Lothar John         | Yamaha          | 36.17.8 |      |
| 12   | Olivier Chevallier  | Yamaha          | 36.24.8 |      |
| 13   | Tapio Virtanen      | Yamaha          | 36.38.0 |      |
| 14   | Rob Bron            | Yamaha          | 36.38.4 |      |
| 15   | Marcel Ankoné       | Yamsel          | 36.50.4 |      |
| 16   | Billie Nelson       | Yamaha          | 37.00.2 |      |
| 17   | Nico van den Zanden | Yamaha          | 37.17.3 |      |
| 18   | János Reisz         | Yamaha          | 37.46.0 |      |
| 19   | Bosse Granath       | Husqvarna       | 37.46.2 |      |
| 20   | Charles Nies        | Harley-Davidson | 38.29.5 |      |
| 21   | Alain Fieuw         | Yamaha          |         |      |
| 22   | Eric Offenstadt     | SHF             |         |      |
| Ret  | Dieter Braun        | Yamaha          | Ret     |      |
| Ret  | Silvio Grassetti    | MZ              | Ret     |      |
| DSQ  | Oronzo Memola       | Yamaha          | DSQ     |      |

## Resultados 125cc
En 125cc, el sueco Kent Andersson seguía convaleciente del accidente sufrido en Atenas. Pero sus rivales no supieron aprovechar su ausencia. El español Ángel Nieto fue el más rápido en los entrenamientos pero su Mordibelli no respondió a las expectativas y un desconocido Jos Schurgers le arrebató la victoria con una motocicleta de fabricación casera.
| Pos. | Piloto             | Moto        | Tiempo  | Pts. |
| ---- | ------------------ | ----------- | ------- | ---- |
| 1    | Jos Schurgers      | Bridgestone | 32.58.7 | 15   |
| 2    | Ángel Nieto        | Morbidelli  | 33.22.2 | 12   |
| 3    | Chas Mortimer      | Yamaha      | 34.08.8 | 10   |
| 4    | Rolf Minhoff       | Maico       | 34.39.6 | 8    |
| 5    | Ryszard Mankiewicz | MZ          | 34.40.5 | 6    |
| 6    | Thierry Tchernine  | Yamaha      | 35.01.2 | 5    |
| 7    | Hans-Jürgen Hummel | Yamaha      | 35.10.8 | 4    |
| 8    | Matti Salonen      | Yamaha      | 35.18.1 | 3    |
| 9    | Henk van Kessel    | Yamaha      | 35.37.3 | 2    |
| 10   | Raphael Serrer     | MZ          | 35.48.4 | 1    |
| 11   | Paolo Pileri       | DRS         |         |      |
| 12   | Pentti Salonen     | Yamaha      |         |      |
| 13   | Antonio Garcia     | MZ          |         |      |
| 14   | Cees van Dongen    | Yamaha      |         |      |
| 15   | Benigno Jull       | MZ          |         |      |
| 16   | Keith Walley       | Maico       |         |      |
| 17   | Paul Eickelberg    | Maico       |         |      |
| 18   | János Reisz        | MZ          |         |      |
| 19   | Börje Jansson      | Maico       |         |      |
| Ret  | Eugenio Lazzarini  | Piovaticci  | Ret     |      |
| Ret  | Horst Seel         | Maico       | Ret     |      |
| Ret  | Gert Bender        | Maico       | Ret     |      |

## Resultados 50cc
En 50cc, tercera victoria de la temporada para Jan de Vries, que se destca al frente de la clasificación general. El holandés se puso en cabeza desde el primer momento, seguido por Theo Timmer y Gerhard Thurow, mientras que Bruno Kneubühler fallaba en la salida y se colocaba en el décimo puesto después de la primera vuelta. Sin embargo, el suizo reaccionó espléndidamente y se clasificó en segunda posición lo que le da algo de emoción a la temporada.
| Pos. | Piloto               | Moto     | Tiempo  | Pts. |
| ---- | -------------------- | -------- | ------- | ---- |
| 1    | Jan de Vries         | Kreidler | 23.02.2 | 15   |
| 2    | Bruno Kneubühler     | Kreidler | 23.32.9 | 12   |
| 3    | Theo Timmer          | Jamathi  | 23.37.2 | 10   |
| 4    | Rudolf Kunz          | Kreidler | 23.48.8 | 8    |
| 5    | Gerhard Thurow       | Kreidler | 23.49.4 | 6    |
| 6    | Jan Huberts          | Kreidler | 23.56.4 | 5    |
| 7    | Herbert Rittberger   | Kreidler | 24.16.7 | 4    |
| 8    | Wolfgang Gedlich     | Kreidler | 24.21.2 | 3    |
| 9    | Hans-Jürgen Hummel   | Kreidler | 24.37.2 | 2    |
| 10   | Cees van Dongen      | Kreidler | 25.00.0 | 1    |
| 11   | Stefan Dörflinger    | Kreidler |         |      |
| 12   | Jürgen Röller        | Kreidler |         |      |
| 13   | Julien van Zeebroeck | Kreidler |         |      |
| 14   | Nico Polane          | Roton    |         |      |
| 15   | Ton Kooyman          | Hemeyla  |         |      |
| 16   | Juan Bordons         | Derbi    |         |      |
| 17   | Siegfried Lohman     | Kreidler |         |      |
| 18   | Jerôme van Haeltert  | Kreidler |         |      |
| 19   | Jean-Louis Pasquier  | Derbi    |         |      |
| 20   | Armando Lopez        | Derbi    |         |      |
| 21   | Pierre Metzger       | Derbi    |         |      |
| 22   | Henri Simon          | Kreidler |         |      |
| 23   | Chris Baert          | Kreidler |         |      |